# 4645 Tentaikojo
4645 Tentaikojo eller 1990 SP4 är en asteroid i huvudbältet som upptäcktes den 16 september 1990 av de båda japanska astronomerna Kazuro Watanabe och Tetsuya Fujii vid Kitami-observatoriet. Den är uppkallad efter ett museum i Sapporo.
Asteroiden har en diameter på ungefär 17 kilometer.